# Forth (język programowania)
Forth – językiem programowania wysokiego poziomu, należący jednocześnie do kategorii języków tzw. bliskich sprzętowi, czasem (potocznie) używa się określenia asemblerowy język programowania wysokiego poziomu.

## Charakterystyka języka Forth
Do cech charakterystycznych tego języka należą:
- natychmiastowa interpretacja wprowadzonych słów,
- natychmiastowa kompilacja definicji nowych słów,
- wykonywanie operacji za pośrednictwem stosu,
- zapis wyrażeń arytmetycznych w odwrotnej notacji polskiej.

Specyfika języka sprawia, że jest to język dla specjalistów, głównie z dziedziny automatyki. Jego główne zastosowania to systemy czasu rzeczywistego i sterowanie urządzeniami.
Twórcą języka jest Amerykanin Charles H. Moore, który stworzył pod koniec lat 60. pierwszą jego implementację.
Program napisany w Forth składa się z sekwencji słów rozdzielonych separatorami (jeden ze znaków: spacja, znak o kodzie zero #0, powrót karetki #13). Słowa pamiętane są w słowniku, w którym można tworzyć podsłowniki i dowolnie je rozszerzać (aż do granic możliwości systemu komputerowego). Nowo definiowane słowa są natychmiast kompilowane i gotowe do użycia.
Specyfika tego języka prowadzi do programowania od dołu do góry (od szczegółu do ogółu).

## Interpreter i kompilator
W trakcie swojego działania interpreter języka może znajdować się w jednym ze stanów:
- definiowania,
- wykonywania.

Jeżeli Forth znajduje się w stanie wykonywania, wprowadzane słowa są natychmiast interpretowane i wykonywane. Wśród słów języka Forth znajdują się słowa, tzw. kompilatory (w nomenklaturze Forth), standardowe (np. „:”, „CONSTANT”) lub zdefiniowane przez programistę, które powodują przejście systemu w stan definiowana. W tym stanie kolejne słowa są traktowane jako część definicji nowego – właśnie definiowanego – słowa, aż do napotkania słowa kończącego definicję (standardowo „;”). Taka definicja podlega kompilacji, a nowo zdefiniowane słowo umieszczone zostaje w słowniku.

## Słowa
Słowa języka mogą należeć do kategorii:
- operatorów biernych,
- operatorów czynnych (które wykonywane są także wtedy, gdy interpreter znajduje się w stanie definiowania, chyba że programista użyje słowa, które spowoduje umieszczenie w polu nowej definicji adresu tego operatora zamiast jego wykonanie).

## Kompilatory

### Pojęcie kompilatora w Forth
Kompilatorem (w nomenklaturze Forth), nazywa się słowo, które powoduje przejście systemu Forth w stan definiowania, zinterpretowanie najbliższego słowa jako nazwy nowego operatora (słowa języka Forth) i w konsekwencji skompilowanie kolejnych słów zawartych w aktualnie przetwarzanej definicji według zadanych (zawartych w definicji kompilatora) instrukcji oraz umieszczenie nowego słowa w słowniku (ewentualnie w podsłowniku).
W Forth wbudowane są standardowe kompilatory, takie między innymi jak: „:” – podstawowy kompilator operatorów, „CONSTANT” – definiowanie stałych i inne. Programista ma także możliwość definiowania własnych kompilatorów.
```
 (POTEGA 3; a -- b)
```

POW DUP DUP * *;
```
 5 POW
```

Zdefiniowano operator bierny POW, który jest podprogramem w rozumieniu „tradycyjnych” języków programowania – podniesienie do 3 potęgi, który zostaje skompilowany i umieszczony w słowniku. Po tej operacji może być używany tak jak słowa standardowe. Umieszczenie na stosie liczby 5 (w stanie wykonywania) i wykonanie operatora POW powoduje umieszczenie na stosie wyniku operacji (5*5*5). Podprogram taki nie definiuje parametrów, pobiera po prostu określoną w jego definicji liczbę argumentów ze stosu. Często stosowaną konwencją jest umieszczenie w komentarzu opisu parametru (liczby pobieranych argumentów) i zwracanych na stos wartości (ich liczby). W powyższym przykładzie, określono jeden parametr „a” (nazwa nieistotna) i jedną wartość stanowiącą rezultat „b” (nazwa nieistotna) podprogramu.

### Kompilatory standardowe
Język Forth posiada zdefiniowane kompilatory standardowe:
- CONSTANT nazwa (a --): definicja operatora (słowa o właściwościach stałej) o nazwie jak najbliższe słowo wejściowe nazwa i wartości a pobranej ze stosu,
- VARIABLE nazwa (a --): definicja operatora (słowa o właściwościach zmiennej) o nazwie jak najbliższe słowo wejściowe nazwa i wartości a pobranej ze stosu; wykonanie operatora powoduje umieszczenie adresu danej na stosie,
nazwa słowa_definiujące ; (--): utworzenie operatorów, które można przez analogię porównać do podprogramu w językach programowania ogólnego przeznaczenia,
- USER: podstawowy kompilator niskopoziomowy, wiele słów standarodwych jest utworzonych za pomocą tego kompilatora,
- VOCABULARY: utworzenie słownika.

### Definiowanie kompilatorów
Definicja nowego kompilatora ma postać:
nazwa
```
     <BUILDS
         
słowa kompilujące

     DOES>
         
słowa wykonawcze
```

## Instrukcje strukturalne

### Wprowadzenie
Forth posiada, jak większość języków programowania wysokiego poziomu, zestaw standardowych instrukcji strukturalnych umożliwiających programowanie złożonych problemów i algorytmów. Jednak jego znamienną cechą jest rozszerzalność przejawiająca się m.in. możliwością definiowania własnych, nowych instrukcji strukturalnych.

### Standardowe instrukcje strukturalne
- instrukcja warunkowa

```
 
warunek
 IF
   
instrukcje wykonywane gdy warunek spełniony

 [ELSE
   
instrukcje wykonywane gdy warunek nie spełniony
]
 THEN | ENDIF
```

przy czym warunek jest po prostu ciągiem instrukcji języka Forth, a operator IF bada czy na stosie jest wartość różna od zera:
- jeżeli tak to wykonywane są instrukcje wykonywane gdy warunek spełniony,
- jeżeli nie to wykonywane są instrukcje wykonywane gdy warunek nie spełniony lub instrukcje po słowie THEN (lub ENDIF co jest równoważne) jeżeli fraza ELSE została pominięta.

```
   SELECT KEY 10 =
     IF
         +
     ELSE
         *
     THEN;
   2 3 SELECT
```

- instrukcja iteracyjna

```
 
przed_DO

     DO
         
instrukcje

     LOOP | +LOOP
 
po_LOOP
```

Operator DO ustala (na podstawie wartości ze stosu) dwa parametry iteracji: ograniczenie – warunek zakończenia, oraz wartość początkową. Dla słowa LOOP krok wynosi +1, dla +LOOP wartość kroku pobierana jest ze stosu, przy czym może to być wartość ujemna. Cykl wykonywany jest co najmniej jednokrotnie, gdyż sprawdzenie warunku wykonywane jest na końcu. Operator I udostępnia wartość zmiennej sterującej cyklem.
```
 CIAG
   10 2 DO
     I. 2
   +LOOP;
 (wyprowadzenie liczb 2 4 6 8)
```

- instrukcja repetycyjna

```
 BEGIN
   
przed_WHILE
 WHILE
   
po_WHILE

 REPEAT
```

Po wykonaniu przed_WHILE operator WHILE sprawdza wartość na stosie, jeżeli jest to zero to kończy instrukcję REPEAT, jeżeli nie to wykonywane jest po_WHILE a operator REPEAT powoduje skok do BEGIN i powtórzenie cyklu.
```
 WAINT_SP
   BEGIN
     KEY 32 = 0= WHILE
   REPEAT
```

- nieskończona

```
 BEGIN
   
instrukcje

 AGAIN
```

### Definiowanie własnych instrukcji strukturalnych
Język ten umożliwia definiowanie własnych instrukcji strukturalnych przy pomocy operatorów skoków warunkowych i bezwarunkowych 0BRANCH i BRANCH.

## Stosy w systemie języka Forth
System Forth posługuje się dwoma stosami:
- stosem parametrów,
- stosem powrotów.

### Stos parametrów
Stos parametrów jest to podstawowy element systemu, również dla użytkownika, na którym wykonywane są operacje. Służy przede wszystkim do przekazywania argumentów operacji i przekazywania wyników operacji (podprogramów).

### Stos powrotów
Stos powrotów w zasadzie pełni rolę stosu systemowego. Lista operacji podstawowych na stosie powrotów jest dość ograniczona. Do najważniejszych z nich należą:
- >R (a --): przeniesienie danej słowowej a ze stosu parametrów na stos powrotów,
- R> (-- a): umieszczenie danej słowowej a na stosie parametrów ze stosu powrotów,
- R (-- a): skopiowanie danej słowowej a na stosie parametrów ze stosu powrotów,
- RP! (--): usunięcie wszystkich danych ze stosu powrotów,
- RP@ (-- a): umieszczenie na stosie parametrów adresu szczytu stosu powrotów,
- R0 (-- a): umieszczenie na stosie parametrów adresu pustego stosu powrotów (początku).

Jak widać są to głównie operacje sterujące, służące następującym celom (dla których przeznaczony jest stos powrotów):
- przechowywanie śladów wzajemnych wywołań operatorów (podprogramów),
- przechowywanie parametrów instrukcji strukturalnych,
- pomocniczy stos roboczy dla danych,
- chwilowa pamięć podręczna dla użytkownika (programisty),
- inne.

System języka Forth automatycznie wykorzystuje stos powrotów do przechowywania licznika interpretera IP sterującego wywoływaniem kolejnych słów (jako podprogramów).

## Słownik
Słownik w języku Forth skupia w sobie wszystkich zdefiniowane i dostępne do użycia słowa. Jest on strukturą drzewiastą, podzieloną na podsłowniki, które mogą być podzielone na kolejne podsłowniki, przy czym główny słownik nosi nazwę FORTH i skupia podstawowe operacje w tym zdefiniowane w kodzie maszynowym. Dodatkowo zwykle definiowane są także:
- EDITOR: słowa dotyczące edytora,
- ASSEMBLER: umożliwiający programowanie hybrydowe.

Zawsze jeden słownik jest słownikiem bieżącym, od którego rozpoczyna się poszukiwanie definicji słowa. Bezpośrednio po uruchomieniu bieżącym jest słownik FORTH.
Operacje słownikowe:
- VOCABULARY nazwa IMMEDIATE: zdefiniowanie nowego słownika (w bieżącym słowniku definiowania),
- nazwa: ustalenie bieżącego słownika,
- CONTEXT: zmienna przechowująca odniesienie do bieżącego słownika,
- nazwa DEFINITIONS: zmiana słownika definiowania,
- CURRENT: zawiera odniesienie do bieżącego słownika definiowania.

Należy zauważyć, że przy takiej organizacji można definiować wielokrotnie to samo słowo w różnych słownikach w różny sposób, a to, która definicja zostanie użyta, zdeterminowane będzie kolejnością przeszukiwania słowników. Można to uznać za rodzaj przeciążania nazw.